# Quatro Ribeiras
Quatro Ribeiras is een plaats (freguesia) in de Portugese gemeente Praia da Vitória in het Portugese autonome gebied en eilandengroep Azoren op het eiland Terceira en telt 423 inwoners (2001).